# AIG Bank Polska

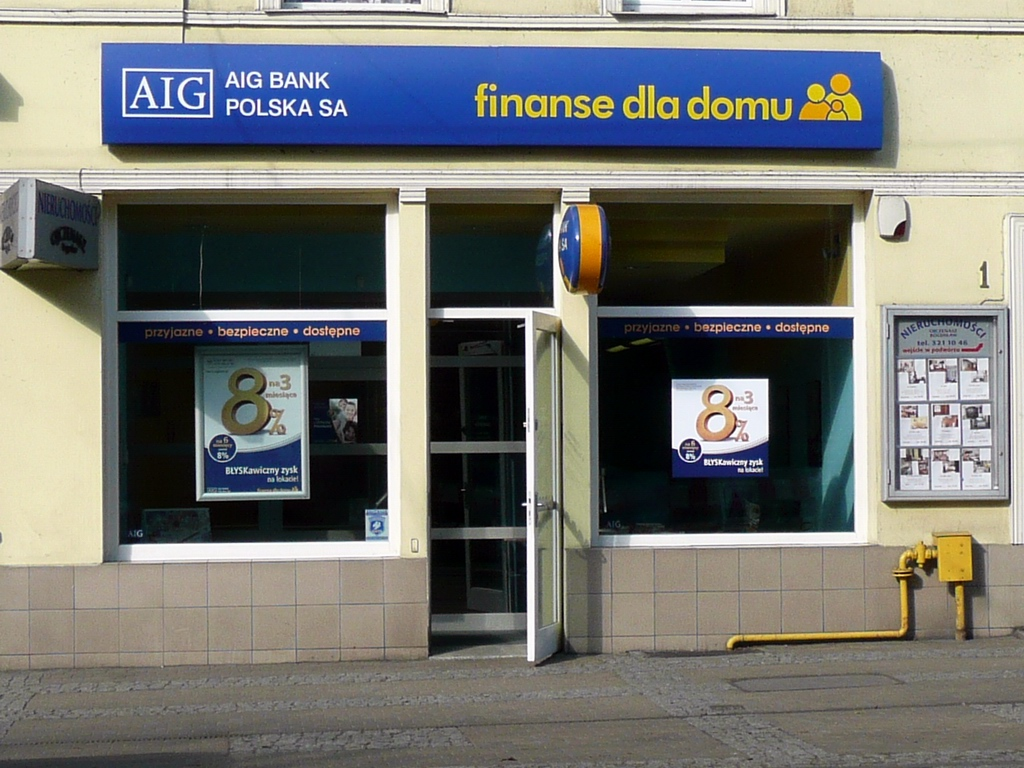
Oddział AIG Bank Polska w Bydgoszczy, ul. Gdańska 1 (2008)

AIG Bank Polska S.A. – bank komercyjny z siedzibą we Wrocławiu, działający w latach 1998–2011. Właściciel marki AIG Bank Polska Finanse dla Domu (marka sieci oddziałów własnych i partnerskich, ponad 200 placówek). Bank działał głównie na rynku consumer finance.

## Historia
Bank powstał w 1998 po wykupieniu przez AIG, poprzez swoją spółkę zależną AIG Consumer Finance Group, większościowego pakietu akcji Banku Podlaskiego SA z siedzibą w Siedlcach. Bank obsługiwał przede wszystkim klientów indywidualnych – miał w ofercie pożyczki, kredyty ratalne, karty kredytowe oraz lokaty, sprzedawał również ubezpieczenia natomiast przedsiębiorstwom i instytucjom oferował depozyty korporacyjne.
AIG Bank współpracował z partnerami zewnętrznymi w zakresie sprzedaży ratalnej (ok. 10 000 sklepów) oraz tworzył sieć franczyzową (oddziały partnerskie).
W 2008 r. AIG Bank otrzymał nagrodę Firma Przyjazna Klientowi i zajął 2. pozycję w rankingu Gazety Bankowej Najlepszy Bank 2008, a w rankingu efektywności znalazł się na 1. miejscu. W tym samym roku grupa AIG zdecydowała o rozpoczęciu procesu sprzedaży banku.
8 czerwca 2010 roku Santander Consumer Bank SA został większościowym właścicielem AIG Bank Polska SA (99,92%). Poprzedni główny akcjonariusz AIG Banku – AIG Consumer Finance Group – objął 30% akcji w Santander Consumer Banku, a Santander Consumer Finance kontroluje pozostałe 70% akcji.
Z dniem 1 marca 2011 roku AIG Bank Polska S.A. połączył się z Santander Consumer Bankiem S.A. i od tej daty oddziały bankowe funkcjonują pod tą właśnie nazwą i logo.